# Lekkoatletyka na Letnich Igrzyskach Olimpijskich 1968 – bieg na 100 m kobiet
Bieg na 100 metrów kobiet podczas XIX Letnich Igrzysk Olimpijskich w Meksyku rozegrano 14 (eliminacje i ćwierćfinały) i 15 października 1968 (półfinały i finał) na Estadio Olímpico Universitario. Zwyciężczynią została reprezentantka Stanów Zjednoczonych Wyomia Tyus, która tym samym obroniła, jako pierwsza zawodniczka w historii, tytuł zdobyty cztery lata wcześniej  w Tokio. W finale ustanowiła rekord świata z wynikiem 11,0 s.

## Rekordy

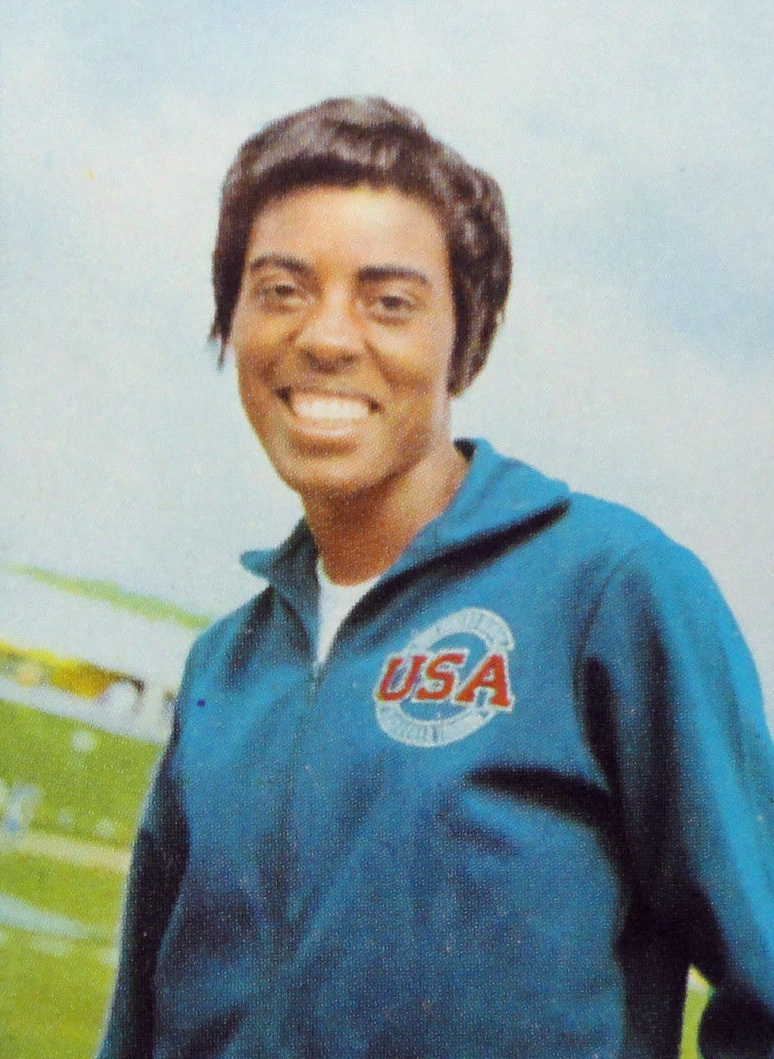
Wyomia Tyus

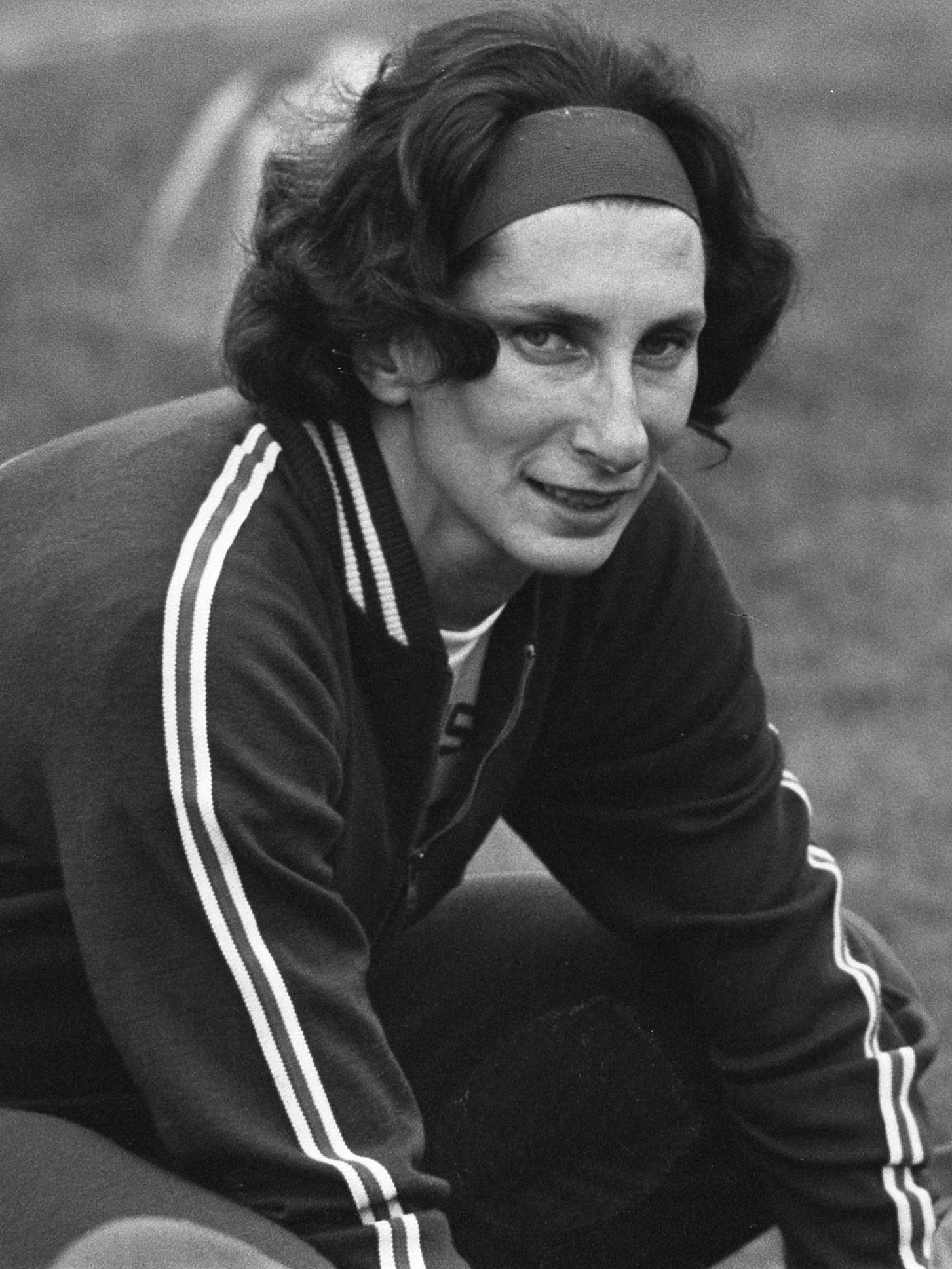
Irena Szewińska

|                   | Zawodniczka         | Narodowość        | Czas | Data                      | Miejsce       |
| ----------------- | ------------------- | ----------------- | ---- | ------------------------- | ------------- |
| Rekord świata     | Ewa Kłobukowska     | Polska            | 11,1 | 9 lipca 1965(dts)         | Praga         |
| Rekord świata     | Irena Kirszenstein  | Polska            | 11,1 | 9 lipca 1965(dts)         | Praga         |
| Rekord świata     | Wyomia Tyus         | Stany Zjednoczone | 11,1 | 31 lipca 1965(dts)        | Kijów         |
| Rekord świata     | Barbara Ferrell     | Stany Zjednoczone | 11,1 | 2 lipca 1967(dts)         | Santa Barbara |
| Rekord świata     | Wyomia Tyus         | Stany Zjednoczone | 11,1 | 21 kwietnia 1968(dts)     | Meksyk        |
| Rekord świata     | Ludmiła Samotiosowa | ZSRR              | 11,1 | 15 sierpnia 1968(dts)     | Leninakan     |
| Rekord świata     | Margaret Bailes     | Stany Zjednoczone | 11,1 | 18 sierpnia 1968(dts)     | Aurora        |
| Rekord olimpijski | Wyomia Tyus         | Stany Zjednoczone | 11,2 | 15 października 1964(dts) | Tokio         |

## Wyniki
| Poz. - pozycja |
| – rekord świata \| – rekord krajowy \| – rekord życiowy \| = – wyrównany rekord życiowy \| · – najlepszy wynik w sezonie \| = – wyrównany najlepszy wynik w sezonie \| – rekord olimpijski |
| Fn – falstart \| DNF – nie ukończyła \| DNS – nie wystartowała \| DSQ – zdyskwalifikowana                                                                                                  |

### Eliminacje
Rozegrano sześć biegów eliminacyjnych. Do ćwierćfinałów awansowało po pięć najlepszych zawodniczek z każdego biegu (Q).

#### Bieg 1
Wiatr: 0,0 m/s
| Poz. | Zawodniczka      | Narodowość        | Rezultat | Uwagi |
| ---- | ---------------- | ----------------- | -------- | ----- |
| 1    | Wyomia Tyus      | Stany Zjednoczone | 11,2     | Q, =  |
| 2    | Val Peat         | Wielka Brytania   | 11,3     | Q     |
| 3    | Violeta Quesada  | Kuba              | 11,6     | Q     |
| 4    | Marijana Lubej   | Jugosławia        | 11,6     | Q     |
| 5    | Debbie Miller    | Kanada            | 11,7     | Q     |
| 6    | Sylviane Telliez | Francja           | 12,0     |       |
| 7    | Esperanza Girón  | Meksyk            | 12,2     |       |

#### Bieg 2
Wiatr: +1,3 m/s
| Poz. | Zawodniczka      | Narodowość        | Rezultat | Uwagi |
| ---- | ---------------- | ----------------- | -------- | ----- |
| 1    | Margaret Bailes  | Stany Zjednoczone | 11,2     | Q, =  |
| 2    | Irene Piotrowski | Kanada            | 11,3     | Q,    |
| 3    | Miguelina Cobián | Kuba              | 11,4     | Q     |
| 4    | Pamela Kilborn   | Australia         | 11,6     | Q     |
| 5    | Gabrielle Meyer  | Francja           | 11,6     | Q     |
| 6    | Alicia Kaufmanas | Argentyna         | 11,8     |       |
| 7    | Carmen Smith     | Jamajka           | 11,9     |       |

#### Bieg 3
Wiatr: +0,1 m/s
| Poz. | Zawodniczka           | Narodowość      | Rezultat | Uwagi |
| ---- | --------------------- | --------------- | -------- | ----- |
| 1    | Dianne Burge          | Australia       | 11,5     | Q     |
| 2    | Fulgencia Romay       | Kuba            | 11,5     | Q     |
| 3    | Ludmiła Samotiosowa   | ZSRR            | 11,5     | Q     |
| 4    | Anita Neil            | Wielka Brytania | 11,6     | Q     |
| 5    | Oyeronke Akindele     | Nigeria         | 11,6     | Q     |
| 6    | Vilma Charlton        | Jamajka         | 11,7     |       |
| 7    | Ulla-Britt Wieslander | Szwecja         | 11,8     |       |

#### Bieg 4
Wiatr: 0,0 m/s
| Poz. | Zawodniczka     | Narodowość      | Rezultat | Uwagi |
| ---- | --------------- | --------------- | -------- | ----- |
| 1    | Irena Szewińska | Polska          | 11,3     | Q     |
| 2    | Raelene Boyle   | Australia       | 11,4     | Q     |
| 3    | Chi Cheng       | Tajwan          | 11,4     | Q     |
| 4    | Della James     | Wielka Brytania | 11,7     | Q     |
| 5    | Karin Reichert  | RFN             | 11,9     | Q     |
| 6    | Mária Kiss      | Węgry           | 12,0     |       |
| –    | Lydia Stephens  | Kenia           | DNF      |       |

#### Bieg 5
Wiatr: 0,0 m/s
| Poz. | Zawodniczka            | Narodowość     | Rezultat | Uwagi |
| ---- | ---------------------- | -------------- | -------- | ----- |
| 1    | Eva Glesková           | Czechosłowacja | 11,6     | Q     |
| 2    | Renate Meyer           | RFN            | 11,7     | Q     |
| 3    | Ludmiła Gołomazowa     | ZSRR           | 11,7     | Q     |
| 4    | Truus Hennipman        | Holandia       | 11,7     | Q     |
| 5    | Stephanie Berto        | Kanada         | 11,8     | Q     |
| 6    | Margit Markó-Nemesházi | Węgry          | 11,9     |       |
| 7    | Josefa Vicent          | Urugwaj        | 12,5     |       |

#### Bieg 6
Wiatr: 0,0 m/s
| Poz. | Zawodniczka        | Narodowość        | Rezultat | Uwagi |
| ---- | ------------------ | ----------------- | -------- | ----- |
| 1    | Barbara Ferrell    | Stany Zjednoczone | 11,2     | Q, =  |
| 2    | Ludmiła Żarkowa    | ZSRR              | 11,5     | Q     |
| 3    | Wilma van den Berg | Holandia          | 11,5     | Q, =  |
| 4    | Olajumoke Bodunrin | Nigeria           | 11,6     | Q     |
| 5    | Györgyi Balogh     | Węgry             | 11,8     | Q     |
| 6    | Halina Herrmann    | RFN               | 11,7     |       |
| 7    | Cecilia Sosa       | Salwador          | 13,7     |       |

### Ćwierćfinały
Rozegrano cztery biegi ćwierćfinałowe. Do półfinałów awansowały po cztery najlepsze zawodniczki z każdego biegu (Q).

#### Bieg 1
Wiatr: +0,6 m/s
| Poz. | Zawodniczka      | Narodowość        | Rezultat | Uwagi |
| ---- | ---------------- | ----------------- | -------- | ----- |
| 1    | Barbara Ferrell  | Stany Zjednoczone | 11,1     | Q, =  |
| 2    | Eva Glesková     | Czechosłowacja    | 11,2     | Q,    |
| 3    | Della James      | Wielka Brytania   | 11,3     | Q, =  |
| 4    | Miguelina Cobián | Kuba              | 11,4     | Q     |
| 5    | Ludmiła Żarkowa  | ZSRR              | 11,4     |       |
| 6    | Pamela Kilborn   | Australia         | 11,4     |       |
| 7    | Truus Hennipman  | Holandia          | 11,5     | =     |
| 8    | Karin Reichert   | RFN               | 11,6     |       |

#### Bieg 2
Wiatr: +2,7 m/s
| Poz. | Zawodniczka        | Narodowość        | Rezultat | Uwagi |
| ---- | ------------------ | ----------------- | -------- | ----- |
| 1    | Wyomia Tyus        | Stany Zjednoczone | 11,0 w   | Q     |
| 2    | Chi Cheng          | Tajwan            | 11,3 w   | Q     |
| 3    | Wilma van den Berg | Holandia          | 11,4 w   | Q     |
| 4    | Ludmiła Gołomazowa | ZSRR              | 11,5 w   | Q     |
| 5    | Marijana Lubej     | Jugosławia        | 11,6 w   |       |
| 6    | Anita Neil         | Wielka Brytania   | 11,6 w   |       |
| 7    | Debbie Miller      | Kanada            | 11,6 w   |       |
| –    | Olajumoke Bodunrin | Nigeria           | DNS      |       |

#### Bieg 3
Wiatr: 0,0 m/s
| Poz. | Zawodniczka         | Narodowość        | Rezultat | Uwagi |
| ---- | ------------------- | ----------------- | -------- | ----- |
| 1    | Raelene Boyle       | Australia         | 11,2     | Q,    |
| 2    | Margaret Bailes     | Stany Zjednoczone | 11,3     | Q     |
| 3    | Val Peat            | Wielka Brytania   | 11,3     | Q, =  |
| 4    | Ludmiła Samotiosowa | ZSRR              | 11,4     | Q     |
| 5    | Violeta Quesada     | Kuba              | 11,6     |       |
| 6    | Renate Meyer        | RFN               | 11,6     |       |
| 7    | Oyeronke Akindele   | Nigeria           | 11,7     |       |

#### Bieg 4
Wiatr: +1,8 m/s
| Poz. | Zawodniczka      | Narodowość | Rezultat | Uwagi  |
| ---- | ---------------- | ---------- | -------- | ------ |
| 1    | Irena Szewińska  | Polska     | 11,1     | Q, = = |
| 2    | Dianne Burge     | Australia  | 11,3     | Q      |
| 3    | Irene Piotrowski | Kanada     | 11,3     | Q, =   |
| 4    | Fulgencia Romay  | Kuba       | 11,4     | Q      |
| 5    | Gabrielle Meyer  | Francja    | 11,6     |        |
| 6    | Györgyi Balogh   | Węgry      | 11,7     |        |
| –    | Stephanie Berto  | Kanada     | DNS      |        |

### Półfinały
Rozegrano dwa biegi półfinałowe. Do finału awansowały po cztery najlepsze zawodniczki z każdego biegu (Q).

#### Bieg 1
Wiatr: –0,2 m/s
| Poz. | Zawodniczka        | Narodowość        | Rezultat | Uwagi |
| ---- | ------------------ | ----------------- | -------- | ----- |
| 1    | Irena Szewińska    | Polska            | 11,3     | Q     |
| 2    | Barbara Ferrell    | Stany Zjednoczone | 11,3     | Q     |
| 3    | Dianne Burge       | Australia         | 11,4     | Q     |
| 4    | Chi Cheng          | Tajwan            | 11,4     | Q     |
| 5    | Fulgencia Romay    | Kuba              | 11,5     |       |
| 6    | Irene Piotrowski   | Kanada            | 11,5     |       |
| 7    | Della James        | Wielka Brytania   | 11,6     |       |
| 8    | Ludmiła Gołomazowa | ZSRR              | 11,7     |       |

#### Bieg 2
Wiatr: 0,0 m/s
| Poz. | Zawodniczka         | Narodowość        | Rezultat | Uwagi |
| ---- | ------------------- | ----------------- | -------- | ----- |
| 1    | Wyomia Tyus         | Stany Zjednoczone | 11,3     | Q     |
| 2    | Raelene Boyle       | Australia         | 11,4     | Q     |
| 3    | Margaret Bailes     | Stany Zjednoczone | 11,5     | Q     |
| 4    | Miguelina Cobián    | Kuba              | 11,6     | Q     |
| 5    | Ludmiła Samotiosowa | ZSRR              | 11,6     |       |
| 6    | Eva Glesková        | Czechosłowacja    | 11,7     |       |
| 7    | Wilma van den Berg  | Holandia          | 11,8     |       |
| 8    | Val Peat            | Wielka Brytania   | 11,8     |       |

### Finał
Wiatr: +1,2 m/s
| Poz. | Zawodniczka      | Narodowość        | Rezultat | Uwagi |
| ---- | ---------------- | ----------------- | -------- | ----- |
| 1    | Wyomia Tyus      | Stany Zjednoczone | 11,0     | [ 1 ] |
| 2    | Barbara Ferrell  | Stany Zjednoczone | 11,1     |       |
| 3    | Irena Szewińska  | Polska            | 11,1     | =     |
| 4    | Raelene Boyle    | Australia         | 11,1     | [ 7 ] |
| 5    | Margaret Bailes  | Stany Zjednoczone | 11,3     |       |
| 6    | Dianne Burge     | Australia         | 11,4     |       |
| 7    | Chi Cheng        | Tajwan            | 11,5     |       |
| 8    | Miguelina Cobián | Kuba              | 11,6     |       |